# 羅傑·德·弗萊明克
羅傑·德·弗萊明克（荷蘭語：Roger De Vlaeminck，荷蘭語發音：[ˈrɔʒe də ˈvlamɪŋk]，1947年8月24日—），比利時前職業公路單車運動員，被譽為「他這一代最有才華和唯一真正的經典車手」。他是迄今為止於巴黎–魯貝奪冠次數最多的車手，亦因此得到巴黎–魯貝先生（Monsieur Paris–Roubaix）的美名。

## 延伸閱讀
- Fotheringham, William. . London: Mitchell Beazley. 2003  [19 November 2013]. ISBN 978-0-7603-1553-8.
- Heijmans, Jeroen; Mallon, Bill. . Historical Dictionaries of Sports. Lanham, MD: Scarecrow Press. 2011  [8 November 2013]. ISBN 978-0-8108-7175-5. （原始内容存档于2020-06-07）.
- Luchon, Raphael. . Silsden, UK: Kennedy Brothers. 1978  [2022-04-27]. ASIN B0007C86H0. （原始内容存档于2020-06-05）.

## 外部連結
- 羅傑·德·弗萊明克 at Cycling Archives
- Complete palmares （页面存档备份，存于） （法語）